# Ања Тепеш
Ања Тепеш (словен. Anja Tepeš, Љубљана, 27. фебруар 1991) некадашња је словеначка такмичарка у скијашким скоковима. Потиче из спортске породице: њен отац Миран такође се бавио овим спортом, освојивши и екипну сребрну олимпијску медаљу у канадском Калгарију 1988, а и њен брат Јуриј такмичи се у Светском купу. Ања је била чланица Спортског друштва Доломити из Љубљане. Такмичила се на скијама марке Елан.

## Спортска каријера
У Светском купу за жене дебитовала је 3. децембра 2011. у норвешком Лилехамеру. Тада је заузела 41. место скоком од 74 метра. До првих бодова у светском купу дошла је 14. новембра 2012. заузевши 25 место у Лилехамеру скоковима од 90,5 и 87,5 м.
У септембру 2015. објавила је да због повреде колена завршава скакачку каријеру у 24. години.

## Резултати

### Светско првенство
- Осло 2011. појединачно 30. место

### Светски куп
- Најбољи генерални пласман 17. место (2013)
- Најбољи појединачни пласман 8. место

Годишње рангирање
- 2013. — 17.
- 2014. — 48.

### Континентални куп
- Најбољи генерални пласман 15. место (2011)
- Најбољи појединачни пласман 4. место